# Chrustowo (powiat grodziski)
Chrustowo – wieś w Polsce położona w województwie wielkopolskim, w powiecie grodziskim, w gminie Grodzisk Wielkopolski.

## Historia
Wieś historycznie należała do Wielkopolski. Ma metrykę średniowieczną i jest notowana od początku XV wieku. Po raz pierwszy wymieniona została w łacińskojęzycznym dokumencie z 1415 pod nazwą Chrostowo.
Miejscowość była wsią szlachecką należącą do lokalnej szlachty wielkopolskiej z rodu Łopuchowskich, Niemierzów, Ostrorogów. W 1462 leżała w powiecie kościańskim Korony Królestwa Polskiego. W 1563 należała do parafii Grodzisk.
W 1415 Dobroszce żonie Mroczka Łopuchowskiego przysądzono prawo bliższości do odkupienia od Przybysława Gryżyńskiego miasta Grodziska Wielkopolskiego oraz 7 wsi, w tym m.in. Chrustowa. W 1435 Niemierza dziedzic w Grodzisku Wielkopolskim zapisał żonie Annie po 300 grzywien posagu oraz wiana na części miasta Grodziska oraz okolicznych wsiach Chrustowo i Bukowiec. W 1462 kasztelan kaliski Stanisław z Ostroroga sprzedał z zastrzeżeniem prawa odkupu szlachcicowi Jędrzychowi wieś Chrustowo.
Miejscowość odnotowana została także w dokumentach podatkowych. W 1510 czynsz roczny 60 groszy ze wsi Chrustowo należącej do panów z Ostroroga należał do uposażenia altarii św. Barbary i Wszystkich Świętych w kościele Bożego Ciała koło Kościana. W 1530 pobrano podatki ze wsi od 3 łanów. W 1563 miał miejsce pobór z 6 łanów. W 1581 pobór z 6 łanów, od zagrodnika oraz komornika. W 1591 Chustowo było własnością Jana z Ostroroga.
W 1581 wieś Chrostowo położona była w powiecie kościańskim województwa poznańskiego w Rzeczypospolitej Obojga Narodów.
W wyniku II rozbioru Rzeczypospolitej w 1793 miejscowość przeszła w posiadanie Prus i jak cała Wielkopolska znalazła się w zaborze pruskim. W okresie Wielkiego Księstwa Poznańskiego (1815-1848) Chrustowo należało do wsi mniejszych w ówczesnym powiecie bukowskim, który dzielił się na cztery okręgi (bukowski, grodziski, lutomyślski oraz lwowkowski). Chrustowo należało do okręgu grodziskiego i stanowiło część majątku Grodzisk (Grätz), którego właścicielem był wówczas Szolc i Łubieński. Według spisu urzędowego z 1837 roku wieś liczyła 69 mieszkańców i 9 dymów (domostw).
W latach 1975–1998 miejscowość należała administracyjnie do województwa poznańskiego.
Według danych z 2011 roku miejscowość zamieszkiwały 172 osoby.